# Expériences de Rayleigh et Brace
Les expériences de Rayleigh et Brace (1902 et 1904) furent menées dans le but de savoir si la contraction des longueurs provoquait la biréfringence. Elle figurent parmi les premières expériences optiques qui tentaient de mesurer la vitesse relative de la Terre dans l'éther avec une précision suffisamment élevée pour détecter les effets provoqués par le deuxième facteur v/c. Les résultats furent négatifs, ce qui favorisa le développement des transformations de Lorentz et, par la suite, celui de la relativité restreinte.

## Description
Pour tenter d'expliquer l'échec de l'expérience de Michelson-Morley, George FitzGerald (1889) et Hendrik Lorentz (1892) introduisirent l'hypothèse de la contraction des longueurs, selon laquelle les corps physiques sont contractés lorsqu'ils se déplacent dans l'éther.
Lord Rayleigh (1902) interpréta cette contraction comme une compression mécanique qui devait provoquer une anisotropie optique des matériaux. En conséquence, puisque les matériaux ont des indices de réfraction différents, une contraction de leurs dimensions devrait provoquer une biréfringence. Pour mesurer cet effet, il monta un tube de 76 cm de long sur une table tournante. Le tube était fermé par une bouchon en verre à chaque bout et rempli de bisulphite de carbone ou d'eau. Ce liquide baignait deux prismes de Nicol. À travers le liquide, de la lumière émanant d'une lampe électrique ou de la lumière oxhydrique était injectée de façon qu'elle aille et vienne. L'expérience fut suffisamment précise pour mesurer des retards de {\displaystyle {\tfrac {1}{6000}}} d'une demi longueur d'onde, c'est-à-dire d'environ 1,2 × 10−10. Selon la direction relative au déplacement de la Terre, la biréfringence devait causer un retard d'environ 1 × 10−8, ce qui était nettement à l'intérieur de la précision offerte par l'expérience. Pour cette raison, avec l'expérience de Michelson-Morley et l'expérience de Trouton-Noble, c'est l'une des rares expériences capables de détecter les effets provoqués par le deuxième facteur v/c. Cependant, les résultats étaient complètement négatifs. Rayleigh répéta l'expérience en utilisant un empilement de plaques de verre, ce qui réduisait la précision d'un facteur de 100, et encore une fois, les résultats furent négatifs.
Ces expériences furent critiquées par DeWitt Bristol Brace en 1904. Il affirma que Rayleigh n'avait pas considéré les conséquences de la contraction (0,5 × 10−8 plutôt que 1 × 10−8) ainsi que l'indice de réfraction. Pour ces raisons, les résultats n'étaient pas concluants. Brace fit des expériences nettement plus précises. Il utilisa un appareil long de 4,13 m, large de 15 cm et profond de 27 cm. Il était rempli d'eau et pouvait être tourné horizontalement ou verticalement. Un rayonnement solaire était dirigé dans l'eau par un jeu de lentilles, miroirs et prismes réflexifs. Elle était réfléchie 7 fois, elle voyageait donc dans l'eau sur une distance de 28,5 m. Dans cette configuration, un retard d'environ 7,8 × 10−13 était détectable. Brace obtint aussi un résultat négatif. Un autre appareil avec du verre au lieu de l'eau fut testé (précision : 4,5 × 10−11), lequel ne montrant encore aucun signe de biréfringence.

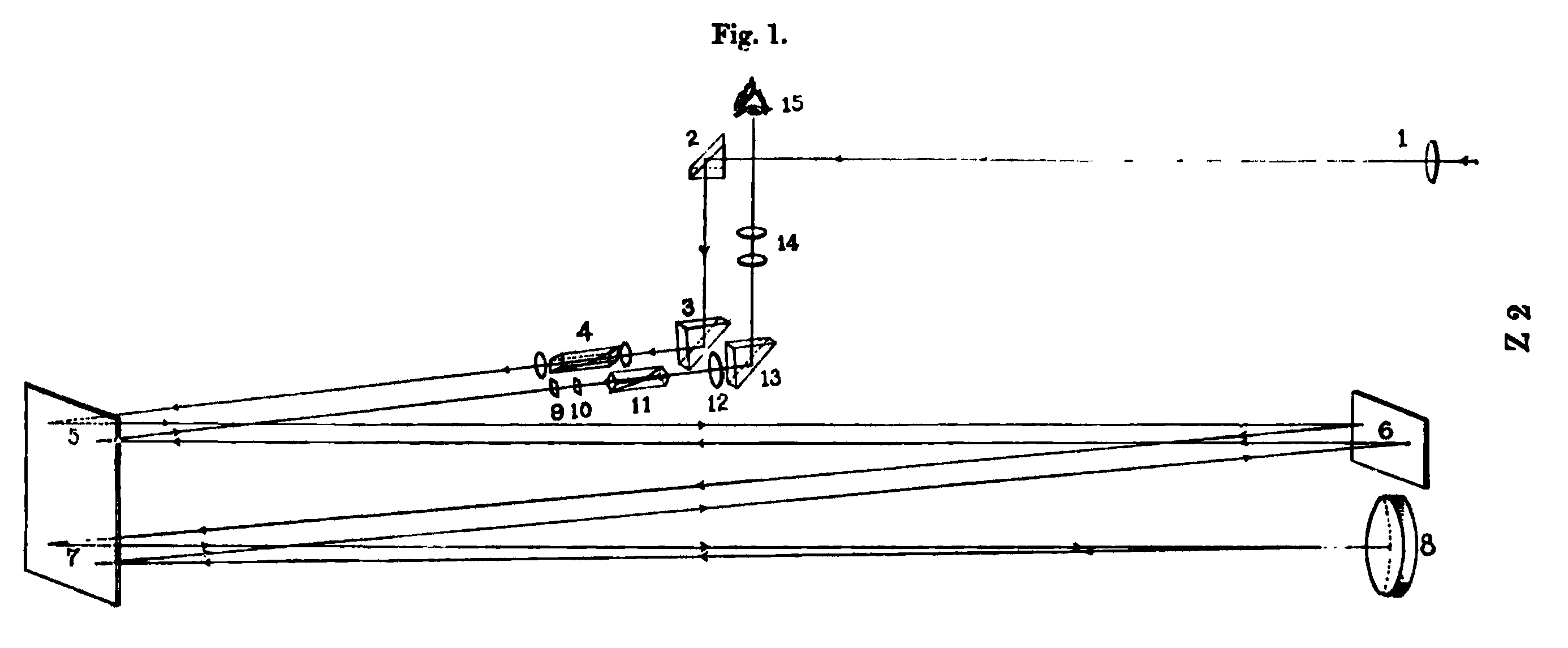
Schéma décrivant l'appareil de Brace en 1904.

L'absence de biréfringence fut interprétée au départ par Brace comme une réfutation de la contraction des longueurs. Cependant, Hendrik Lorentz en 1904 et Joseph Larmor en 1904 montrèrent que si l'hypothèse de la contraction est retenue et que les transformations de Lorentz sont complètement appliquées, alors les résultats sont expliqués. De plus, si le principe de relativité est vu comme vrai, comme il apparaît dans la théorie de la relativité restreinte d'Albert Einstein (1905), alors le résultat est valide puisque qu'un observateur en mouvement rectiligne uniforme peut se juger comme immobile et, en conséquence, ne détectera aucun effet causé par son mouvement. Dès lors, la contraction des longueurs ne peut être mesurée par un autre observateur et doit être corrigée par une dilatation du temps, ce qui fut confirmé par l'expérience de Trouton-Rankine en 1908 et l'expérience de Kennedy-Thorndike en 1932,,,.